# Richard Martin West
| Odkryte planetoidy: 40  | Odkryte planetoidy: 40 |
| ----------------------- | ---------------------- |
| (2052) Tamriko          | 24 października 1976   |
| (2053) Nuki             | 24 października 1976   |
| (2115) Irakli           | 24 października 1976   |
| (2116) Mtskheta         | 24 października 1976   |
| (2117) Danmark          | 9 stycznia 1978        |
| (2145) Blaauw           | 24 października 1976   |
| (2146) Stentor          | 24 października 1976   |
| (2147) Kharadze         | 25 października 1976   |
| (2148) Epeios           | 24 października 1976   |
| (2187) La Silla         | 24 października 1976   |
| (2526) Alisary          | 19 maja 1979           |
| (2595) Gudiachvili      | 19 maja 1979           |
| (2596) Vainu Bappu      | 19 maja 1979           |
| (2935) Naerum           | 24 października 1976   |
| (3004) Knud             | 27 lutego 1976         |
| (3477) Kazbegi          | 19 maja 1979           |
| (3871) Reiz             | 18 lutego 1982         |
| (3933) Portugal         | 12 marca 1986          |
| (5270) Kakabadze        | 19 maja 1979           |
| (5890) Carlsberg        | 19 maja 1979           |
| (6362) Tunis            | 19 maja 1979           |
| (8066) Poldimeri        | 6 sierpnia 1980        |
| (8993) Ingstad          | 30 października 1980   |
| (9272) Liseleje         | 19 maja 1979           |
| (10462) Saxogrammaticus | 19 maja 1979           |
| (10668) Plansos         | 24 października 1976   |
| (11005) Waldtrudering   | 6 sierpnia 1980        |
| (12188) Kalaallitnunaat | 9 sierpnia 1978        |
| (12198) 1980 PJ1        | 6 sierpnia 1980        |
| (14350) 1985 VA1        | 1 listopada 1985       |
| (15201) 1976 UY         | 31 października 1976   |
| (15207) 1979 KD         | 19 maja 1979           |
| (20995) 1985 VY         | 1 listopada 1985       |
| (22252) 1978 SG         | 27 września 1978       |
| (26081) 1980 PT1        | 6 sierpnia 1980        |
| (27667) 1979 KJ         | 19 maja 1979           |
| (34998) 1978 SE         | 27 września 1978       |
| (65661) 1985 VB1        | 1 listopada 1985       |
| (79086) Gorgasali       | 4 września 1977        |
| (187746) 1976 DC        | 27 lutego 1976         |

Richard Martin West (ur. 1941 w Kopenhadze) – duński astronom związany z Europejskim Obserwatorium Południowym (ESO). Był sekretarzem generalnym Międzynarodowej Unii Astronomicznej w latach 1982–1985.
Odkrył cztery komety: kometę Westa (C/1975 V1), nieokresową kometę C/1978 A1 (West) oraz dwie komety okresowe – 76P/West-Kohoutek-Ikemura i 123P/West-Hartley.
Jest odkrywcą 40 planetoid, w tym Trojańczyków: (2146) Stentor, (2148) Epeios i (20995) 1985 VY.
Wspólnie z Hansem-Emilem Schusterem odkrył galaktykę karłowatą Karzeł Feniksa.
W uznaniu jego zasług jedną z planetoid nazwano (2022) West.